# Batis maritima
Batis maritima är en tvåhjärtbladig växtart som beskrevs av Carl von Linné. Batis maritima ingår i släktet Batis och familjen Bataceae. Inga underarter finns listade i Catalogue of Life.

## Bildgalleri

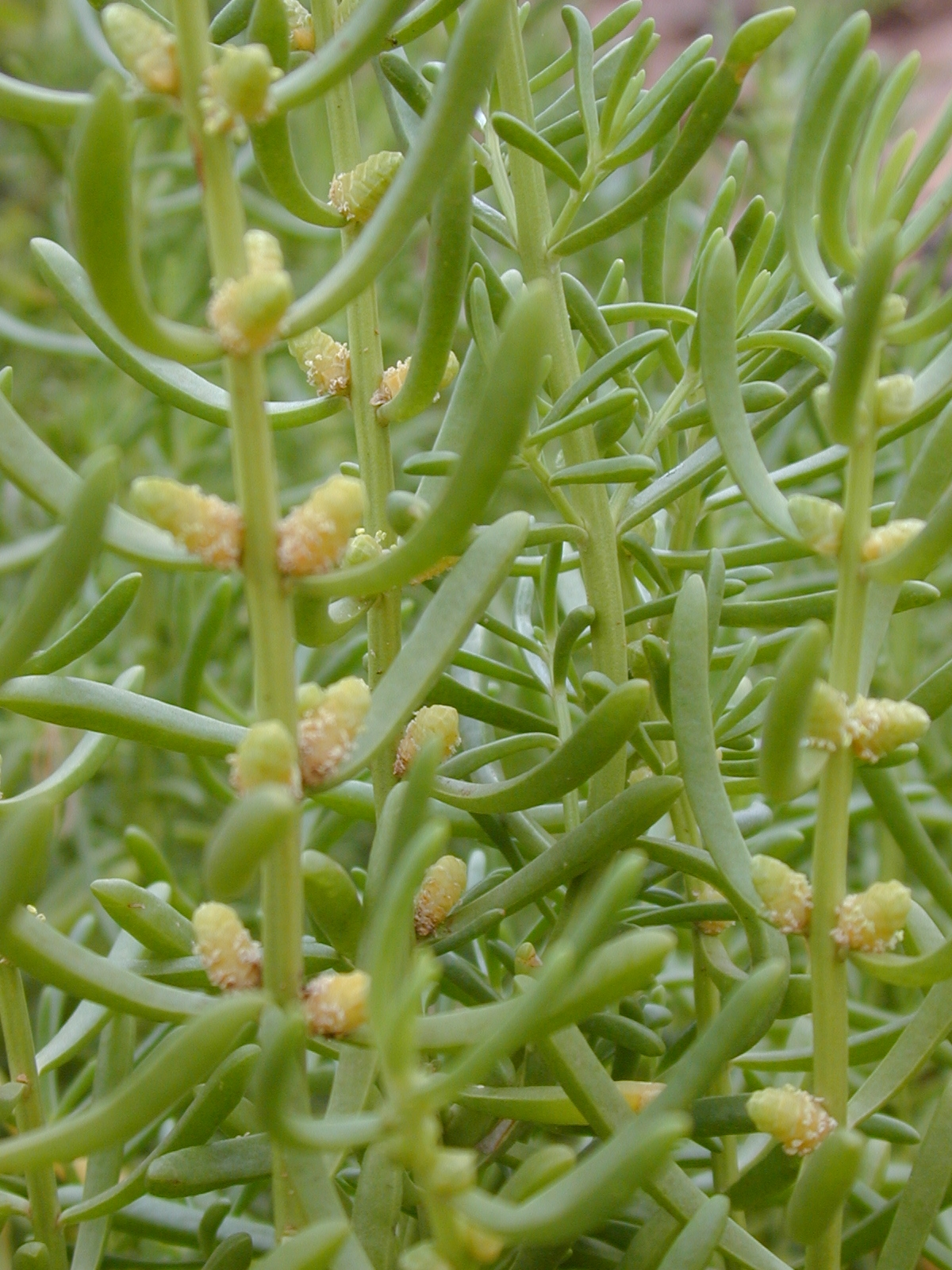
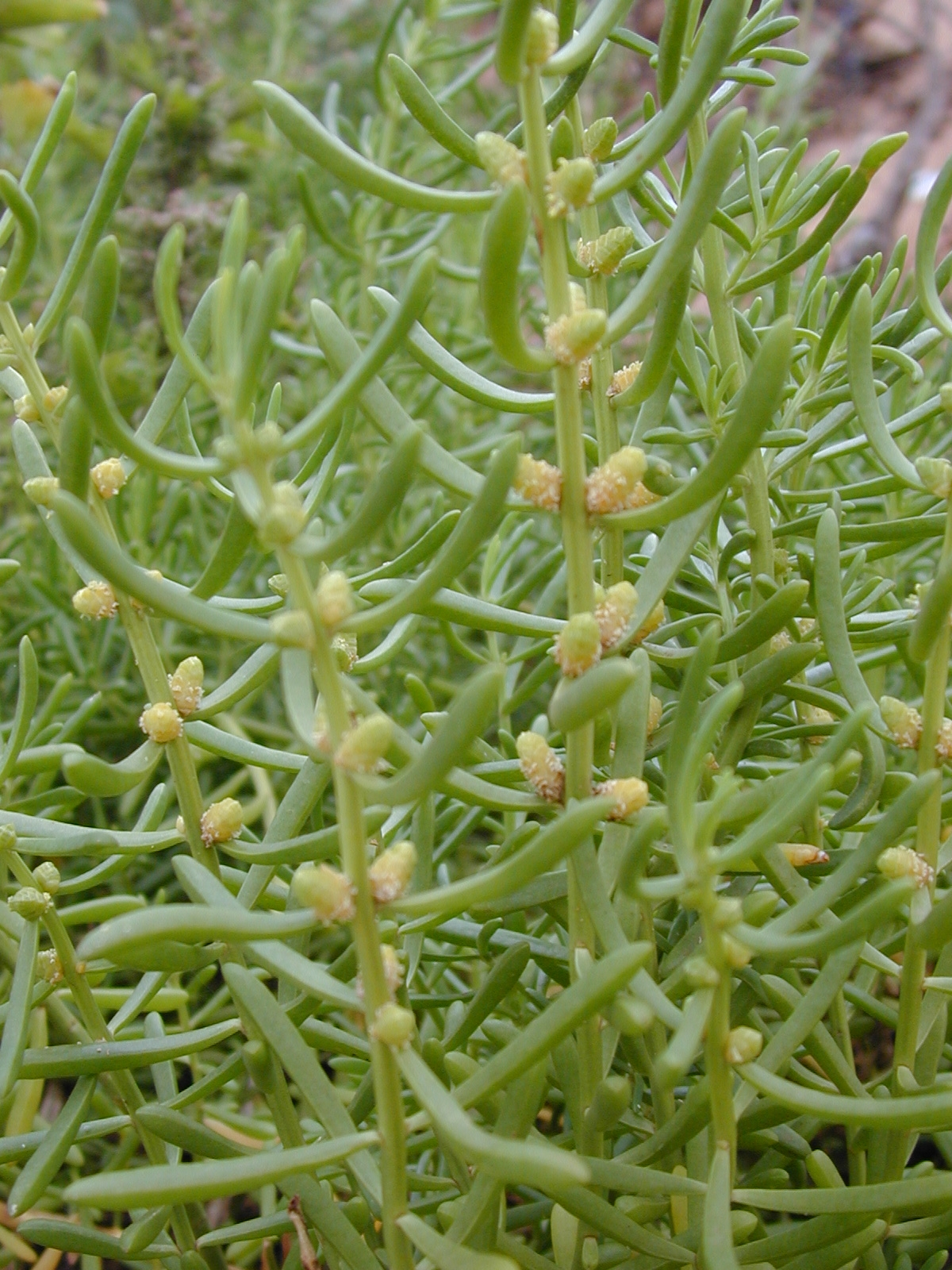
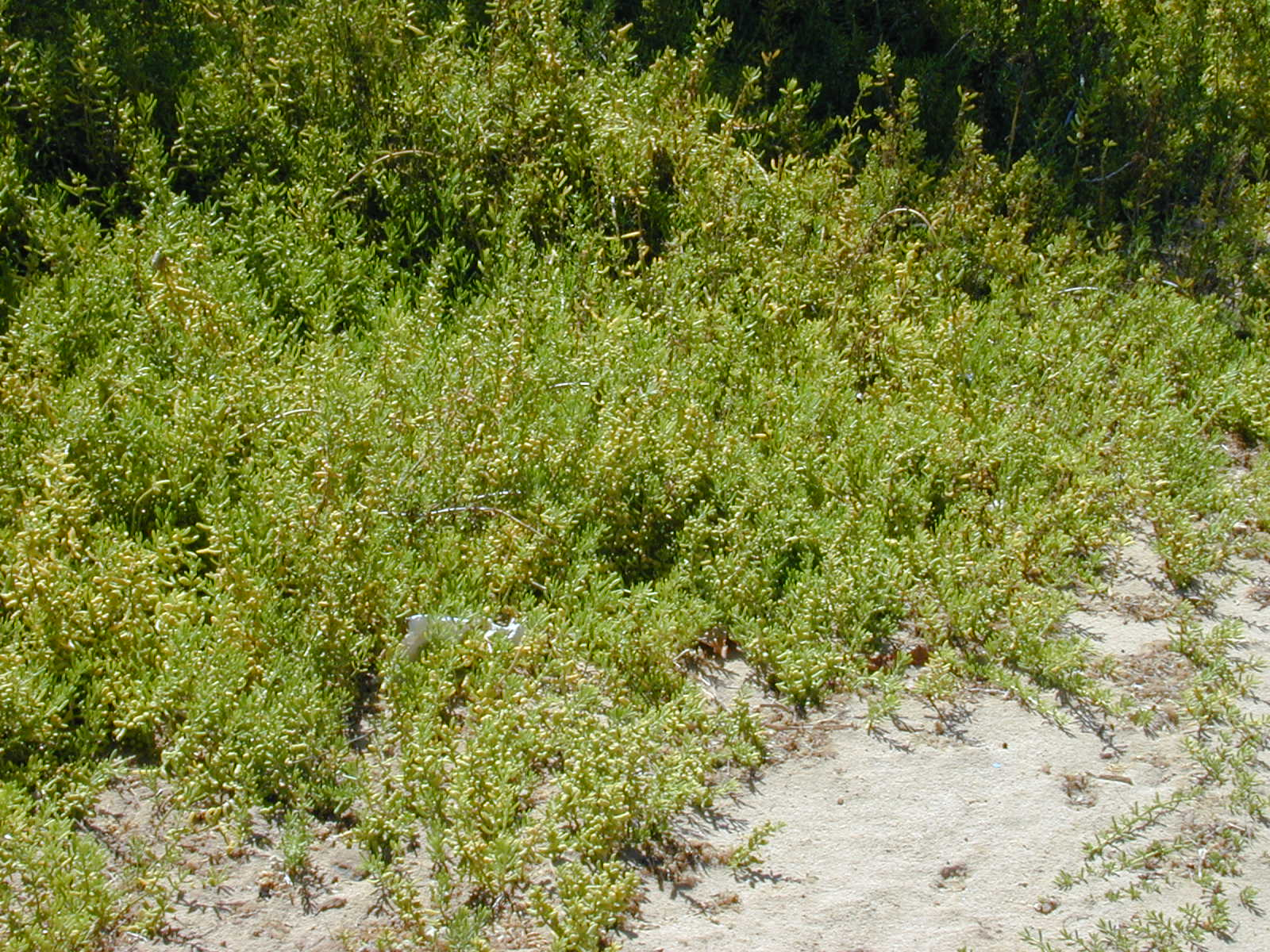
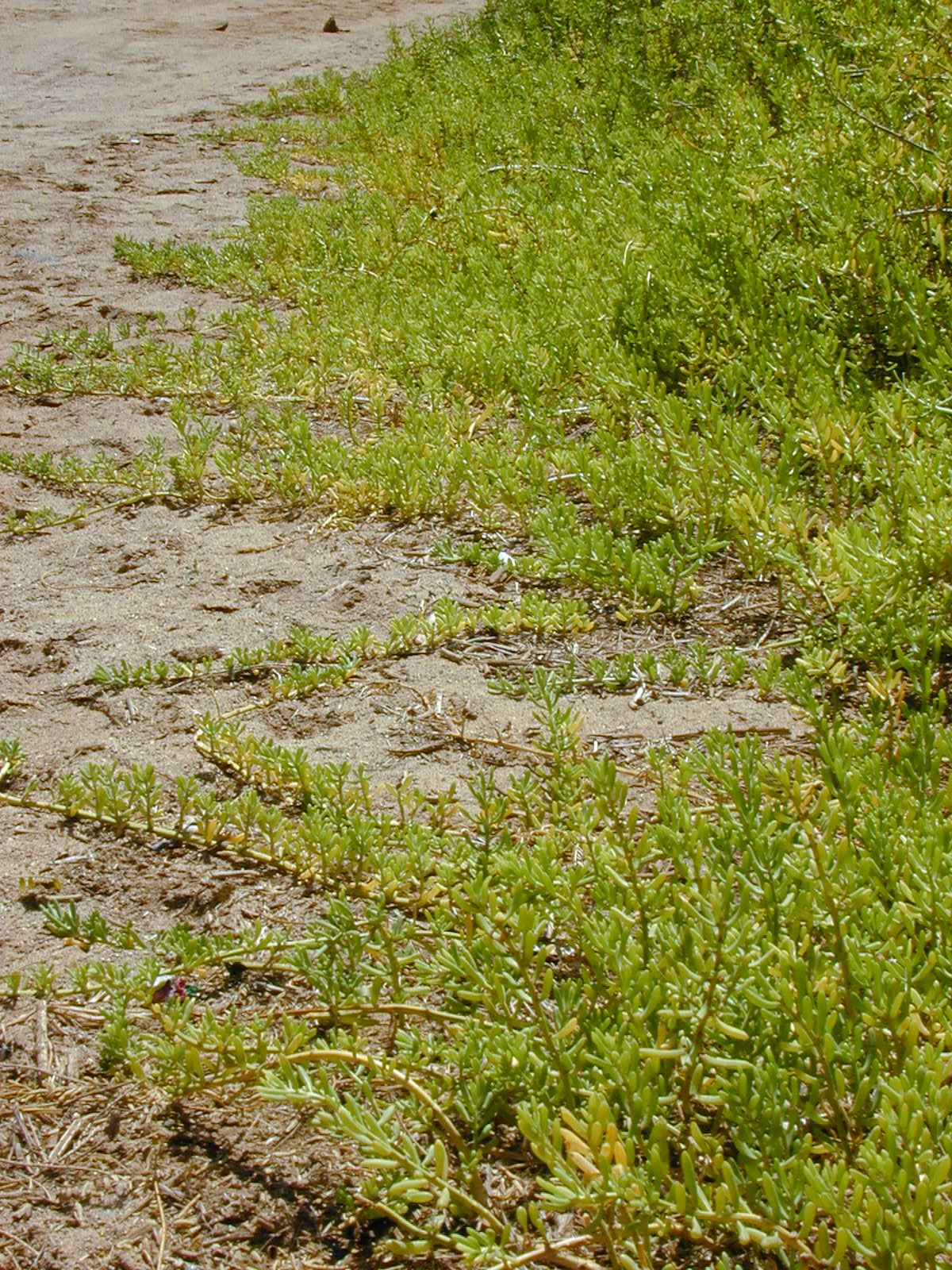
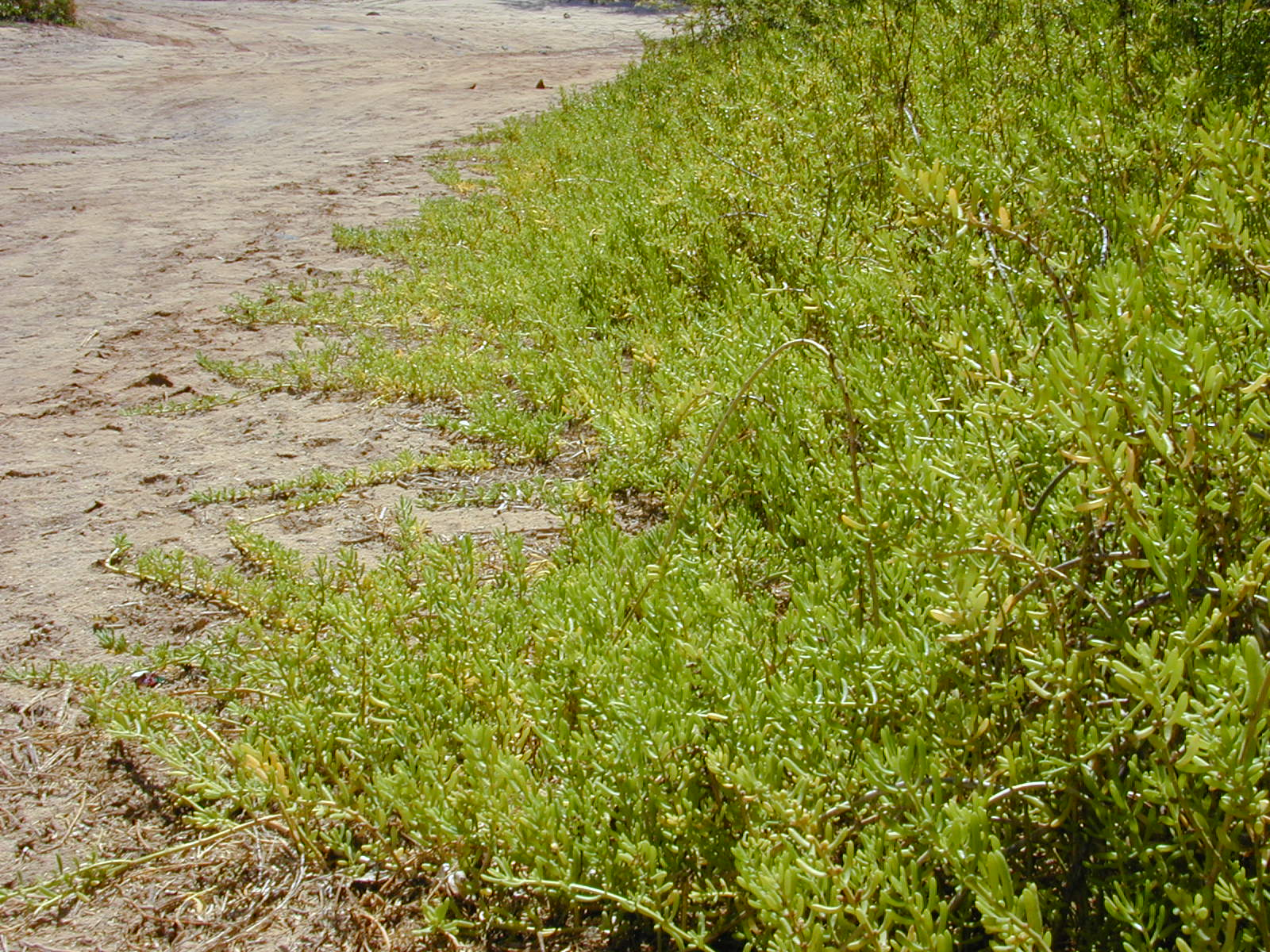
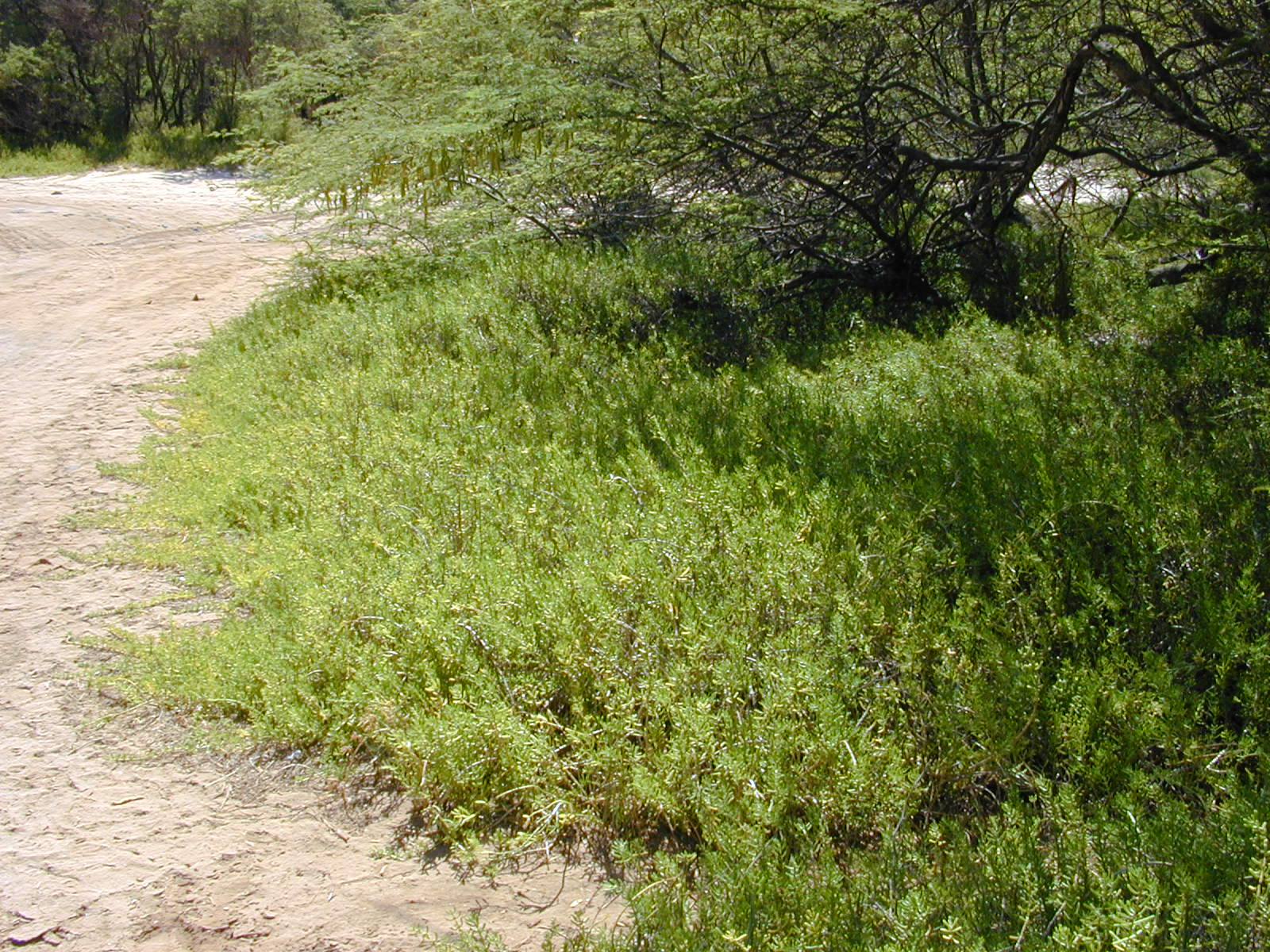